# Ricardo França (futebolista)
Ricardo França ou simplesmente França (Cariacica, 9 de agosto de 1969) é um ex-meia do futebol brasileiro.

## Carreira
França atuou em diversos clubes brasileiros como Vasco da Gama, Botafogo e Fluminense. Participou também do Campeonato Mundial de Futebol Sub-20 de 1989 pela Seleção Brasileira, que terminou em terceiro lugar.

## Títulos
Vasco da Gama
- Campeonato Brasileiro: 1989
- Campeonato Carioca: 1993 e 1994
- Troféu Ramón de Carranza: 1989
- Torneio de Metz (França): 1989
- Taça Guanabara: 1990, 1994
- Taça Rio: 1993
- Taça Adolpho Bloch: 1990
- Torneio da Amizade (África): 1991
- Copa Rio Estadual: 1993
- Troféu Cidade de Zaragoza: 1993
- Troféu Cidade de Barcelona: 1993
- Torneio João Havelange: 1993
- Troféu Palma de Mallorca: 1995

Botafogo
- Campeonato Carioca: 1997
- Torneio Rio-São Paulo: 1998
- Troféu Teresa Herrera: 1996
- Taça Cidade Maravilhosa: 1996
- Taça Guanabara: 1997
- Taça Rio: 1997
- Copa Nippon: 1996
- Copa Rio-Brasília: 1996
- Torneio Presidente da Rússia: 1996

Ceará
- Campeonato Cearense: 2002